# Suzuki Umetarō

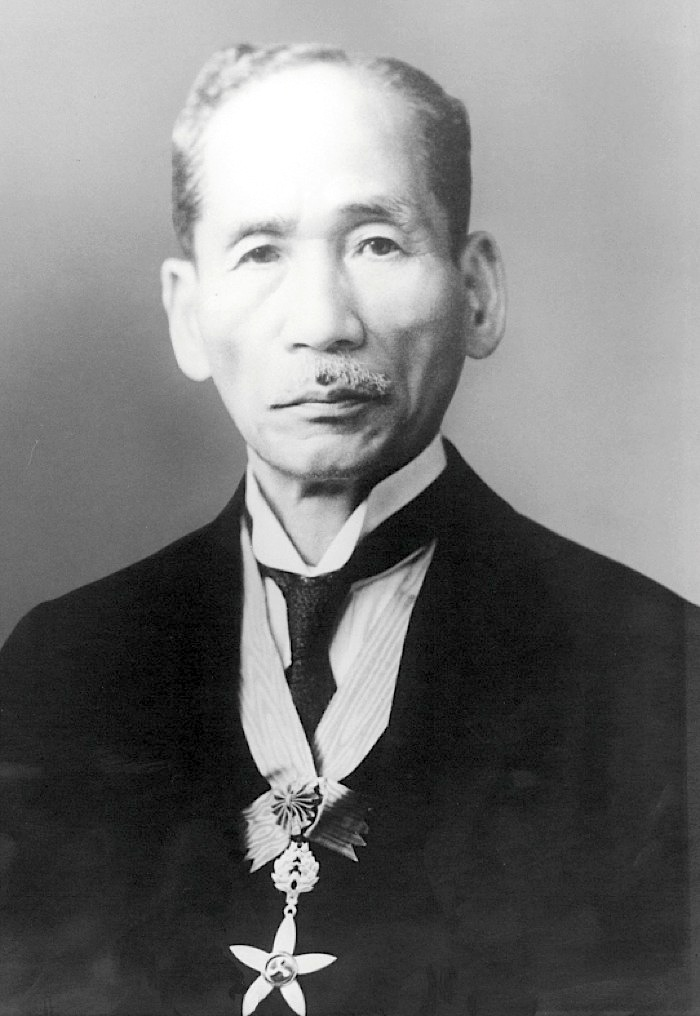
Umetarō Suzuki

Suzuki Umetarō (japanisch 鈴木 梅太郎; * 7. April 1874 in Horinoshinden (heute zu Makinohara gehörig), Präfektur Shizuoka; † 20. September 1943 in Shinjuku, Präfektur Tokio) war ein japanischer Pionier der Vitaminforschung.

## Leben und Wirken
Suzuki, der Sohn eines Bauern, studierte an der Fakultät für Landwirtschaftstechnik der Kaiserlichen Universität Tokio ab 1893 zunächst Landwirtschaft und dann (landwirtschaftliche) Chemie und machte 1896 seinen Abschluss. 1901 bildete er sich in Deutschland (bei Emil Fischer) und in der Schweiz weiter. Nach der Rückkehr wurde er 1907 Professor an seiner Alma Mater. 1932 wurde er zum Mitglied der Leopoldina gewählt.
Er ist bekannt für seine Entdeckung von Thiamin (Vitamin B1) im Jahr 1910. Der niederländische Militärarzt Christiaan Eijkman hatte 1897 entdeckt, dass Reiskleie die der Beriberi ähnliche Polyneuritis bei Hühnern heilen konnte und es entstand ein Wettstreit unter Wissenschaftlern, den verantwortlichen Stoff aus Reiskleie zu isolieren. Dies gelang Suzuki, der sich den Prozess zur Isolierung aus Reiskleie patentieren ließ. Er ordnete die Substanz auch korrekt unter die essentiellen Nahrungsbestandteile ein (später Vitamine genannt). Er nannte die Substanz aberic acid (und später Oryzanin) und  präsentierte seine Ergebnisse 1910 vor der Chemischen Gesellschaft von Tokio (veröffentlicht in deren Zeitschrift Tokyo Kagaku Kaishi 1911). Damals schrieb man Beriberi allerdings überwiegend einer bakteriellen Infektion zu und ignorierte seine Arbeit, auch als diese 1911 in Deutsch veröffentlicht wurde. In der Übersetzung war außerdem verlorengegangen, dass er die Substanz als essentiellen Nahrungsbestandteil einordnete. Er fand erst Aufmerksamkeit, als der polnische Chemiker Casimir Funk 1912 ebenfalls die Substanz aus Reiskleie gewann und dafür den Begriff Vitamin prägte.
Er war weiter in der Vitaminforschung aktiv in der heutigen Riken Vitamin K.K., wobei er Vitamin A aus Fischtran isolierte. Für seine Verdienste erhielt er 1924 den Preis der  Akademie der Wissenschaften und 1943 den japanischen Kulturorden. Er verstarb noch im gleichen Jahr im Universitätsklinikum der Keiō-Universität in Tokio.
Er heiratete die Tochter von Tatsuno Kingo, der Professor für Architektur in Tokio war.

## Schriften
- U. Suzuki, T. Shimamura, S. Odake: Über Oryzanin, ein Bestandteil der Reiskleie und seine physiologische Bedeutung, Biochemische Zeitschrift, Band 43, 1912, S. 89–153
- Suzuki Umetaro: Kenkyu no kaiko, Tokio: Kibundo Shobo 1943